# Большетерновой
Большетерново́й — хутор в Чернышковском районе Волгоградской области. Административный центр Большетерновского сельского поселения.

## География
Хутор расположен на берегу ерика Калач реки Чир, примерно в 22 километрах к северо-востоку от райцентра, высота центра селения над уровнем моря — 58 м

## История
В Области Войска Донского хутор входил в состав Нижне-Чирской станицы. В нём имелась Успенская церковь.

## Население
| 2010 |
| ---- |
| 576  |

## Инфраструктура
На 2017 год Большетерновом числится 7 улиц, действует Большетерновская муниципальная школа с дошкольной группой, хутор связан автобусным сообщением с райцентром, Волгоградом и соседними населёнными пунктами.